# Крива Мінковського

Побудова кривої Мінковського

Крива Мінковського (англ. Minkowski sausage, Minkowski curve) — геометричний фрактал, запропонований математиком Германом Мінковським (народився у передмісті Каунаса в Литві, що на той час були у складі Мінської губернії Російської імперії). Ініціатором фрактала є відрізок, а генератором — ламана у вигляді «біполярного стрибка».

## Властивості
- Крива Мінковського ніде не диференційовна і не спрямна.
- Крива Мінковського не має самоперетинів.
- Крива Мінковського має проміжну (тобто нецілу) розмірність Гаусдорфа {\displaystyle \ln 8/\ln 4\ =3/2}
- Крива Мінковського має нульову міру Лебега.

## Приклади використання

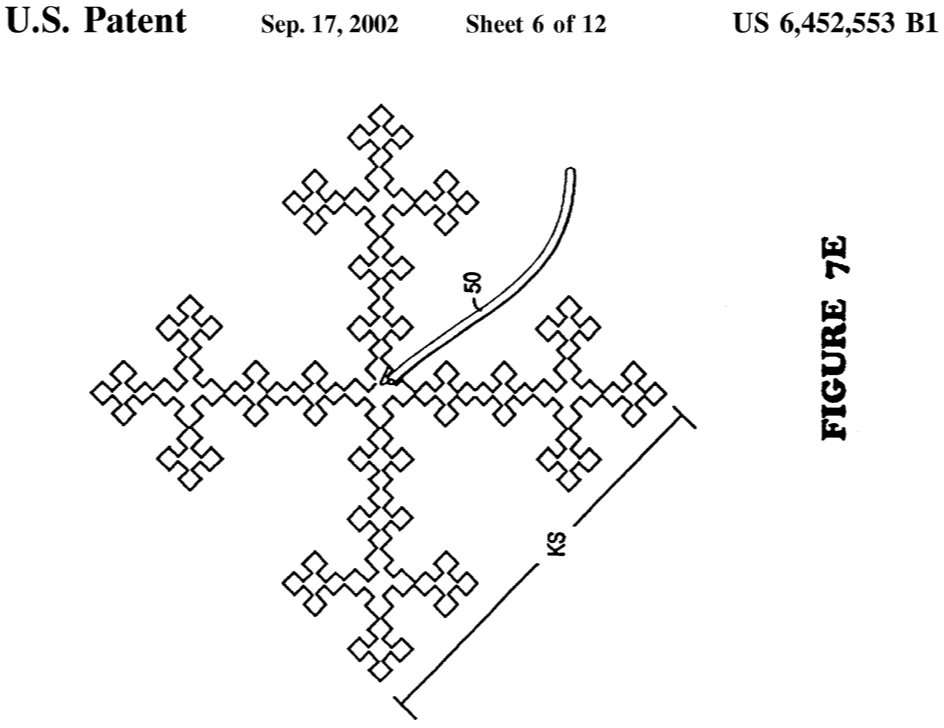
Приклад фрактальної антени на основі хреста Мінковського

На основі кривої Мінковського може бути реалізовано вібраторні або друковані конструкції фрактальних антен, які за своїми характеристиками є досить близькими до антен на основі кривої Гільберта.
Замкнена форма кривої Мінковського дозволяє отримати аналогічно сніжинці Коха так званий хрест Мінковського.